# سیارک ۸۹۳۴
سیارک ۸۹۳۴ (به انگلیسی: 8934 Nishimurajun، نامگذاری:1997AQ12) هشت هزار و نهصد و سی و چهارمین سیارک کشف شده‌است که در ۱۰ ژانویه ۱۹۹۷ کشف شد.
قدر مطلق سیارک برابر ۴۴.۶ است.